# أليكس غري
أليكس غري (بالإنجليزية: Alex Grey)‏ هو فنان ورسام أمريكي، ولد في 29 نوفمبر 1953 في كولومبوس في الولايات المتحدة.

## وصلات خارجية
- الموقع الرسمي
- أليكس غري على موقع IMDb (الإنجليزية)
- أليكس غري على موقع ميوزك برينز (الإنجليزية)
- أليكس غري على موقع إن إن دي بي (الإنجليزية)
- أليكس غري على موقع أول ميوزيك (الإنجليزية)
- أليكس غري على موقع ديسكوغز (الإنجليزية)
- أليكس غري على موقع قاعدة بيانات الفيلم (الإنجليزية)